# Most Pilczycki Nowy
Most Pilczycki nowy – most położony we Wrocławiu, stanowiący przeprawę nad rzeką Ślęza. Most zlokalizowany jest w rejonie osiedla Pilczyce (prawy brzeg rzeki) – Żerniki (lewy brzeg rzeki), w ciągu Ulicy Lotniczej i Ulicy Kosmonautów. Jest to most drogowy, z dwoma jezdniami, razem cztery pasy ruchu. Most ten został wybudowany wraz z odcinkiem drogi krajowej nr 94 w celu odciążenia wąskiego Mostu Pilczyckiego (starego), który przeprowadza oprócz ruchu kołowego, także ruch tramwajowy torowiskiem umieszczonym w jezdni. Po wybudowaniu nowego Mostu Pilczyckiego, na północ od istniejącej przeprawy, ruch kołowy przeprowadzony został nową przeprawą. Podczas budowy Autostradowej Obwodnicy Wrocławia i węzła drogowego, przebudowie podlega również część Ulicy Lotniczej i Ulicy Kosmonautów wraz z rzeczonym mostem; przeprawa ta zostanie zastąpiona nowo budowanym obiektem. Rozbiórka mostu nastąpiła w 2010 roku.
Most ten został zbudowany w 1973 roku jako most trójprzęsłowy o konstrukcji wykonanej w technologii żelbetowej, z ustrojem nośnym w postaci belek swobodnie podpartych, w przęśle środkowym z prefabrykowanych belek sprężonych typu Kujan. Most ma długość 24 m, szerokość całkowitą 26 m m, w tym 16 m to jezdnie, oraz obustronne chodniki po 3,5 m szerokości każdy, oraz pas rozdzielający jezdnie. Nawierzchnia mostu wykonana została jako bitumiczna.
Oficjalne otwarcie mostu miało miejsce w dniu 20 lipca 1974 roku i zostało dokonane przez I sekretarza Komitetu Wojewódzkiego PZPR we Wrocławiu Ludwika Drożdża.